# Birnin Magaji/Kiyaw
Birnin Magaji/Kiyaw est une zone de gouvernement local de l'État de Zamfara au Nigeria,.

## Source
- (en) Cet article est partiellement ou en totalité issu de l’article de Wikipédia en anglais intitulé « Birnin Magaji/Kiyaw » (voir la liste des auteurs).